# Rivière Saint-Louis (Beauharnois)
Pour les articles homonymes, voir Saint-Louis et Rivière Saint-Louis.
La rivière Saint-Louis est un tributaire de la rive-sud du fleuve Saint-Laurent. Cette rivière traverse les municipalités de Sainte-Barbe, de Saint-Stanislas-de-Kostka, de Saint-Louis-de-Gonzague, de Saint-Étienne-de-Beauharnois et de Beauharnois, dans la municipalité régionale de comté (MRC) de Beauharnois-Salaberry, dans la région administrative de la Montérégie, au Québec, au Canada.

## Géographie
Les versants géographiques voisins de la rivière Saint-Louis sont :
- côté nord : voie maritime du Saint-Laurent, fleuve Saint-Laurent ;
- côté est : rivière Châteauguay ;
- côté sud : rivière Châteauguay, rivière aux Outardes ;
- côté ouest : rivière La Guerre, lac Saint-François, fleuve Saint-Laurent.

La tête de la rivière Saint-Louis (coulant vers le nord-est) est connexe à la tête de la rivière La Guerre laquelle coule vers l'ouest, où elle se déverse sur la rive sud du lac Saint-François, à l'est du village de Saint-Anicet. Ces deux rivières prennent leur source commune d'une zone de marais située au sud du village de Sainte-Barbe. Le ruisseau Donohoe draine la zone Est du marais et le ruisseau Cowan la zone Sud.
À partir du marais de tête, la rivière Saint-Louis coule sur 12,8 km vers le nord-est jusqu'à la route 201, plus ou moins en parallèle au rivage sud du lac Saint-François. Ce segment de rivière coule d'abord en ligne droite à cause du  creusage de la rivière, au sud du village de Sainte-Barbe. Le cours de la rivière passe ensuite du côté nord du village de Saint-Stanislas-de-Kostka.
Dans le segment suivant, la rivière coule  vers l'est et s'enligne en parallèle à la rive sud du canal de Beauharnois, bordant du côté sud une zone humide située entre le canal et la rivière, jusqu'à la hauteur de Saint-Louis-de-Gonzague.
À partir de ce village, la rivière serpentine en coulant vers le nord-est, en traversant Saint-Étienne-de-Beauharnois ; puis elle coule en passant du côté ouest de la ville de Beauharnois et du côté  est de la centrale de Beauharnois jusqu'à son embouchure.
La rivière Saint-Louis se déverse sur la rive sud du lac Saint-Louis lequel est traversé  vers l'est par le fleuve Saint-Laurent. L'embouchure de la rivière Saint-Louis est situé en aval de la centrale de Beauharnois et en amont de l'embouchure de la rivière Châteauguay. La pointe Thibaudeau borde du côté ouest la petite baie située à l'embouchure de la rivière Saint-Louis.

## Toponymie
Le toponyme Rivière Saint-Louis a été officialisé le 5 décembre 1968 à la Commission de toponymie du Québec.